# Gianfranco Ghirlanda
Gianfranco Ghirlanda (Roma, 5 luglio 1942) è un cardinale e gesuita italiano, dal 19 giugno 2023 patrono del Sovrano Militare Ordine di Malta.

## Biografia
Nel 1966 ha conseguito la laurea in giurisprudenza all'Università degli Studi di Roma "La Sapienza". Mentre studiava, dal 1962 al 1965 è stato impiegato nei servizi amministrativi della filiale di Roma della FIAT.
Lo stesso anno della laurea è entrato nella Compagnia di Gesù e poi ha studiato teologia cattolica e diritto canonico presso la Pontificia Università Gregoriana. Nel 1973 si è laureato in teologia; il 24 giugno dello stesso anno è stato ordinato presbitero. Nel 1975 ha conseguito la licenza summa cum laude in diritto canonico e nel 1978 il dottorato summa cum laude nella stessa disciplina. Dal 1975 ha insegnato all'Istituto di Studi Religiosi, alla Facoltà di Teologia e alla Facoltà di Diritto Canonico della Pontificia Università Gregoriana. Nel 1986 è diventato professore ordinario e dal 1995 al 2004 è stato decano della Facoltà di Diritto Canonico. Dal 1º settembre 2004 al 1º settembre 2010 è stato rettore della Pontificia Università Gregoriana.
È stato anche consultore della Congregazione per gli istituti di vita consacrata e le società di vita apostolica dal 1987; consultore del Pontificio consiglio per i laici dal 1990; consultore della Congregazione per l'evangelizzazione dei popoli dal 1993; prelato e avvocato praticante presso il Supremo tribunale della Segnatura apostolica dal 1993 al 2004; giudice della Corte d'appello dello Stato della Città del Vaticano dal 1993 al 2003; consultore della Congregazione per il clero dal 1997; consultore del Pontificio consiglio per l'interpretazione dei testi legislativi dal 1997; consultore della Congregazione per i vescovi dal 15 gennaio 2000; referendario del Supremo tribunale della Segnatura apostolica dal 2 settembre 2000; consultore della Congregazione per la dottrina della fede dal 3 aprile 2003  e membro del Dicastero per i laici, la famiglia e la vita dal 6 ottobre 2018.
Ha collaborato con la Santa Sede nella stesura delle costituzioni apostoliche Anglicanorum coetibus, contenente le disposizioni da seguirsi per «l'istituzione di ordinariati personali per anglicani che entrano nella piena comunione con la Chiesa cattolica», e Praedicate evangelium, sulla riforma della Curia romana.
Ha preso parte come adiutores Secretarii specialis (esperto) alla IX assemblea generale ordinaria del Sinodo dei vescovi che ha avuto luogo nella Città del Vaticano dal 2 al 9 ottobre 1994 sul tema "La vita consacrata e la sua missione nella Chiesa e nel mondo" e alla X assemblea generale ordinaria del Sinodo dei vescovi che ha avuto luogo nella Città del Vaticano dal 30 settembre al 6 novembre 2001 sul tema "Il Vescovo: Servitore del Vangelo di Gesù Cristo per la speranza del mondo".
Nel 2010 è stato uno dei consiglieri dell'arcivescovo Ricardo Blázquez Pérez per la visita apostolica del movimento laicale Regnum Christi associato ai Legionari di Cristo. Il 4 luglio 2014 il cardinale João Braz de Aviz e l'arcivescovo José Rodríguez Carballo, rispettivamente prefetto e segretario della Congregazione per gli istituti di vita consacrata e le società di vita apostolica, hanno annunciato la nomina di Ghirlanda ad assistente pontificio dei Legionari di Cristo nel tentativo di completare il processo di rinnovamento della congregazione. Il 18 luglio 2015 è stato nominato commissario apostolico per la Congregazione dei frati francescani dell'Immacolata.
Ha seguito la riforma della Carta Costituzionale del Sovrano Militare Ordine di Malta.
Attualmente è assistente pontificio per le questioni canoniche relative all'associazione dei Memores Domini dal 24 settembre 2021 e delegato per formazione del Sodalizio di Vita Cristiana dall'aprile 2019.
Il 29 maggio 2022, al termine del Regina Caeli, papa Francesco ha annunciato la sua creazione a cardinale; nel concistoro del 27 agosto seguente lo ha creato cardinale diacono del Santissimo Nome di Gesù. Avendo già ottant'anni al momento della creazione, non avrà il diritto di entrare in conclave e di essere membro dei dicasteri della Curia romana, in conformità all'art. II § 1-2 del motu proprio Ingravescentem Aetatem, pubblicato da papa Paolo VI il 21 novembre 1970. L'8 dicembre ha preso possesso della diaconia.
È considerato un profondo esperto degli Esercizi spirituali di Sant'Ignazio di Loyola. Ha pubblicato diversi libri e oltre 110 articoli di ricerca.
Il 19 giugno 2023 papa Francesco lo ha nominato patrono del Sovrano Militare Ordine di Malta; è succeduto nell'incarico al cardinale Raymond Leo Burke.